# Исетские казаки
Исетские казаки — потомки казаков из войска Ермака Тимофеевича, которые осели в районе реки Исети (напр. казачьи атаманы Давыд Андреев и Белошейкин) и в 1649 году по приказу из Тобольска основали тут первый острожек — Красный Бор; затем были основаны острожки Усть-Миасский, Исетский, Колчеданский (1650 год) и другие; до 1688 года народилось еще 15 новых городков. Т.е. на этот год уже стоит признать существование исетских казаков, которые до 1738 года сохраняли своё казацкое самоуправление и общинный быт.
В XVIII веке заселение Закамского края производилось особенно энергично, и в 1735 году, во время похода Румянцева с казаками для подавления возмущения башкир, была заложена крепость Оренбург (при устье реки Ори) обер-секретарем Кирилловым, в следующем году был предпринят 2-й поход к Сакмарскому городку и было построено несколько укреплений как в этом направлении, так и к северу от Оренбурга, со стороны Сибири. Преемники Кириллова, Татищев и Неплюев, окружили всю Башкирию кольцом укрепленных городков, и в 1738 году край этот был разделен на 2 провинции: Исетскую и Уфимскую; город Оренбург был перенесен к Красной Горе, a крепость была оставлена, но переименована в Орскую крепость. Так как казаки считались наиболее пригодным для колонизации края элементом, то все заботы правительства были направлены к увеличению их численности и к их организации. В это время и было образовано из обитавших в Исетской провинции, особое Исетское казачье войско; к ним же были присоединены поселявшиеся здесь же выходцы из внутренних губерний.
Одновременно с основанием крепостей в Оренбургском крае Неплюев не переставал заботиться и о прочном устройстве в нем казачьего населения, признавая его наиболее способным к охранению пограничных линий. На основании Высочайших указов Исетские казаки из Сибирского ведомства были выделены и переданы в Оренбургское. По силе указа 1736 г. с прежних пограничных линий были собраны люди «прежних служб» и направлены в Оренбургский край.
В 1748 году, по проекту Неплюева, исетские казаки вошли в состав Оренбургского корпуса, населив крепости Челябинскую, Миасскую, Чебаркульскую и другие (1 380 человек). Часть казаков служила без жалованья, a потому казаки делились на жалованных, маложалованных и безжалованных; к этой последней категории принадлежали и исетские казаки, которые командировались на внешнюю службу только в случае крайней необходимости и только в этом случае получали жалованье, содержать же себя должны были земельными угодьями, отводившимися им одновременно с устройством крепостей, в которых они размещались. Пугачевский бунт и набеги киргизов сильно расстроили службу казаков; поэтому в 1798 году, по представлению оренбургского губернатора барона Игельстрома, были установлены устройство и порядок службы оренбургских казаков, a в том числе и исетских казаков, причем земли исетского войска составили один из 5 оренбургских кантонов, во главе которого был поставлен войсковой атаман Исетского войска. Собираемые кантонными начальниками команды поступали на дистанциях в ведение особых походных начальников; на службу казаки призывались в возрасте от 20 до 50 лет и были со своим оружием и лошадью, форменной же одежды установлено не было. Расходы по снаряжению командируемых на линейную службу казаков относились на средства станичных и юртовых обществ, члены которых облагались особым денежным сбором. В 1790 году оренбургские казаки, a в их числе и исетские казаки, впервые были привлечены для участия в войнах с западно-европейскими государствами (Швецией). 
В 1803 году исетские казаки окончательно слились с оренбургскими, реформированными вместе с уральскими и черноморскими казаками.